# Юнацька збірна Судану з футболу (U-17)
Юнацька збірна Судану з футболу (U-17) — національна футбольна збірна Судану, що складається із гравців віком до 17 років. Керівництво командою здійснює Суданська футбольна асоціація.
Головним континентальним турніром для команди є Юнацький (U-17) чемпіонат Африки з футболу, успішний виступ на якому дозволяє отримати путівку на Чемпіонат світу (U-17). Також може брати участь у товариських і регіональних змаганнях. Протягом 1980-х років функціонувала у форматі U-16.

## Виступи на міжнародних турнірах

### Юнацький чемпіонат світу (U-16/17)
| Статистика чемпіонатів світу (U-16/17) | Статистика чемпіонатів світу (U-16/17) | Статистика чемпіонатів світу (U-16/17) | Статистика чемпіонатів світу (U-16/17) | Статистика чемпіонатів світу (U-16/17) | Статистика чемпіонатів світу (U-16/17) | Статистика чемпіонатів світу (U-16/17) | Статистика чемпіонатів світу (U-16/17) | Статистика чемпіонатів світу (U-16/17) |
| Рік                                    | Раунд                                  | Місце                                  | І                                      | В                                      | Н                                      | П                                      | Г+                                     | Г-                                     |
| -------------------------------------- | -------------------------------------- | -------------------------------------- | -------------------------------------- | -------------------------------------- | -------------------------------------- | -------------------------------------- | -------------------------------------- | -------------------------------------- |
| 1985                                   | не брала участь                        | не брала участь                        | не брала участь                        | не брала участь                        | не брала участь                        | не брала участь                        | не брала участь                        | не брала участь                        |
| 1987                                   | знялася                                | знялася                                | знялася                                | знялася                                | знялася                                | знялася                                | знялася                                | знялася                                |
| 1989                                   | не брала участь                        | не брала участь                        | не брала участь                        | не брала участь                        | не брала участь                        | не брала участь                        | не брала участь                        | не брала участь                        |
| 1991                                   | Раунд 1                                | 10-е                                   | 3                                      | 1                                      | 0                                      | 2                                      | 5                                      | 5                                      |
| 1993                                   | не брала участь                        | не брала участь                        | не брала участь                        | не брала участь                        | не брала участь                        | не брала участь                        | не брала участь                        | не брала участь                        |
| 1995                                   | не кваліфікувалася                     | не кваліфікувалася                     | не кваліфікувалася                     | не кваліфікувалася                     | не кваліфікувалася                     | не кваліфікувалася                     | не кваліфікувалася                     | не кваліфікувалася                     |
| 1997                                   | не кваліфікувалася                     | не кваліфікувалася                     | не кваліфікувалася                     | не кваліфікувалася                     | не кваліфікувалася                     | не кваліфікувалася                     | не кваліфікувалася                     | не кваліфікувалася                     |
| 1999                                   | знялася                                | знялася                                | знялася                                | знялася                                | знялася                                | знялася                                | знялася                                | знялася                                |
| 2001                                   | не кваліфікувалася                     | не кваліфікувалася                     | не кваліфікувалася                     | не кваліфікувалася                     | не кваліфікувалася                     | не кваліфікувалася                     | не кваліфікувалася                     | не кваліфікувалася                     |
| 2003                                   | знялася                                | знялася                                | знялася                                | знялася                                | знялася                                | знялася                                | знялася                                | знялася                                |
| 2005                                   | не кваліфікувалася                     | не кваліфікувалася                     | не кваліфікувалася                     | не кваліфікувалася                     | не кваліфікувалася                     | не кваліфікувалася                     | не кваліфікувалася                     | не кваліфікувалася                     |
| 2007                                   | не кваліфікувалася                     | не кваліфікувалася                     | не кваліфікувалася                     | не кваліфікувалася                     | не кваліфікувалася                     | не кваліфікувалася                     | не кваліфікувалася                     | не кваліфікувалася                     |
| 2009                                   | не кваліфікувалася                     | не кваліфікувалася                     | не кваліфікувалася                     | не кваліфікувалася                     | не кваліфікувалася                     | не кваліфікувалася                     | не кваліфікувалася                     | не кваліфікувалася                     |
| 2011                                   | не кваліфікувалася                     | не кваліфікувалася                     | не кваліфікувалася                     | не кваліфікувалася                     | не кваліфікувалася                     | не кваліфікувалася                     | не кваліфікувалася                     | не кваліфікувалася                     |
| 2013                                   | знялася                                | знялася                                | знялася                                | знялася                                | знялася                                | знялася                                | знялася                                | знялася                                |
| 2015                                   | не кваліфікувалася                     | не кваліфікувалася                     | не кваліфікувалася                     | не кваліфікувалася                     | не кваліфікувалася                     | не кваліфікувалася                     | не кваліфікувалася                     | не кваліфікувалася                     |
| 2017                                   | не кваліфікувалася                     | не кваліфікувалася                     | не кваліфікувалася                     | не кваліфікувалася                     | не кваліфікувалася                     | не кваліфікувалася                     | не кваліфікувалася                     | не кваліфікувалася                     |
| 2019                                   | не кваліфікувалася                     | не кваліфікувалася                     | не кваліфікувалася                     | не кваліфікувалася                     | не кваліфікувалася                     | не кваліфікувалася                     | не кваліфікувалася                     | не кваліфікувалася                     |
| 2021                                   | не визначено                           | не визначено                           | не визначено                           | не визначено                           | не визначено                           | не визначено                           | не визначено                           | не визначено                           |
| Усього                                 | 1/19                                   | перший раунд                           | 3                                      | 1                                      | 0                                      | 2                                      | 5                                      | 5                                      |

### Відбіркові турніри на чемпіонат світу
| Відбіркові турніри на чемпіонат світу | Відбіркові турніри на чемпіонат світу | Відбіркові турніри на чемпіонат світу | Відбіркові турніри на чемпіонат світу | Відбіркові турніри на чемпіонат світу | Відбіркові турніри на чемпіонат світу | Відбіркові турніри на чемпіонат світу | Відбіркові турніри на чемпіонат світу | Відбіркові турніри на чемпіонат світу |
| Виступи: 1                            | Виступи: 1                            | Виступи: 1                            | Виступи: 1                            | Виступи: 1                            | Виступи: 1                            | Виступи: 1                            | Виступи: 1                            | Виступи: 1                            |
| Рік                                   | Раунд                                 | Місце                                 | І                                     | В                                     | Н                                     | П                                     | Г+                                    | Г-                                    |
| ------------------------------------- | ------------------------------------- | ------------------------------------- | ------------------------------------- | ------------------------------------- | ------------------------------------- | ------------------------------------- | ------------------------------------- | ------------------------------------- |
| 1985                                  | не брала участь                       | не брала участь                       | не брала участь                       | не брала участь                       | не брала участь                       | не брала участь                       | не брала участь                       | не брала участь                       |
| 1987                                  | знялася                               | знялася                               | знялася                               | знялася                               | знялася                               | знялася                               | знялася                               | знялася                               |
| 1989                                  | не брала участь                       | не брала участь                       | не брала участь                       | не брала участь                       | не брала участь                       | не брала участь                       | не брала участь                       | не брала участь                       |
| 1991                                  | четвертий раунд                       |                                       | 5                                     | 3                                     | 1                                     | 1                                     | 5                                     | 4                                     |
| 1993                                  | не брала участь                       | не брала участь                       | не брала участь                       | не брала участь                       | не брала участь                       | не брала участь                       | не брала участь                       | не брала участь                       |
| Усього                                | 1/5                                   | четвертий раунд                       | 5                                     | 3                                     | 1                                     | 1                                     | 5                                     | 4                                     |

### Юнацький чемпіонат Африки
| Юнацький (U-17) чемпіонат Африки | Юнацький (U-17) чемпіонат Африки | Юнацький (U-17) чемпіонат Африки | Юнацький (U-17) чемпіонат Африки | Юнацький (U-17) чемпіонат Африки | Юнацький (U-17) чемпіонат Африки | Юнацький (U-17) чемпіонат Африки | Юнацький (U-17) чемпіонат Африки | Юнацький (U-17) чемпіонат Африки |
| Рік                              | Раунд                            | Місце                            | І                                | В                                | Н                                | П                                | Г+                               | Г-                               |
| -------------------------------- | -------------------------------- | -------------------------------- | -------------------------------- | -------------------------------- | -------------------------------- | -------------------------------- | -------------------------------- | -------------------------------- |
| 1995                             | Раунд 1                          | 5-е                              | 3                                | 1                                | 1                                | 1                                | 3                                | 5                                |
| 1997                             | не брала участь                  | не брала участь                  | не брала участь                  | не брала участь                  | не брала участь                  | не брала участь                  | не брала участь                  | не брала участь                  |
| 1999                             | знялася                          | знялася                          | знялася                          | знялася                          | знялася                          | знялася                          | знялася                          | знялася                          |
| 2001                             | не кваліфікувалася               | не кваліфікувалася               | не кваліфікувалася               | не кваліфікувалася               | не кваліфікувалася               | не кваліфікувалася               | не кваліфікувалася               | не кваліфікувалася               |
| 2003                             | знялася                          | знялася                          | знялася                          | знялася                          | знялася                          | знялася                          | знялася                          | знялася                          |
| 2005                             | не кваліфікувалася               | не кваліфікувалася               | не кваліфікувалася               | не кваліфікувалася               | не кваліфікувалася               | не кваліфікувалася               | не кваліфікувалася               | не кваліфікувалася               |
| 2007                             | не кваліфікувалася               | не кваліфікувалася               | не кваліфікувалася               | не кваліфікувалася               | не кваліфікувалася               | не кваліфікувалася               | не кваліфікувалася               | не кваліфікувалася               |
| 2009                             | не кваліфікувалася               | не кваліфікувалася               | не кваліфікувалася               | не кваліфікувалася               | не кваліфікувалася               | не кваліфікувалася               | не кваліфікувалася               | не кваліфікувалася               |
| 2011                             | не кваліфікувалася               | не кваліфікувалася               | не кваліфікувалася               | не кваліфікувалася               | не кваліфікувалася               | не кваліфікувалася               | не кваліфікувалася               | не кваліфікувалася               |
| 2013                             | знялася                          | знялася                          | знялася                          | знялася                          | знялася                          | знялася                          | знялася                          | знялася                          |
| 2015                             | не кваліфікувалася               | не кваліфікувалася               | не кваліфікувалася               | не кваліфікувалася               | не кваліфікувалася               | не кваліфікувалася               | не кваліфікувалася               | не кваліфікувалася               |
| 2017                             | не кваліфікувалася               | не кваліфікувалася               | не кваліфікувалася               | не кваліфікувалася               | не кваліфікувалася               | не кваліфікувалася               | не кваліфікувалася               | не кваліфікувалася               |
| Усього                           | 1/12                             | перший раунд                     | 3                                | 1                                | 1                                | 1                                | 3                                | 5                                |